# Sphenomorphus anomalopus
Espèce
Synonymes
- Lygosoma anomalopus Boulenger, 1890
- Lygosoma paradoxum Werner, 1896

Sphenomorphus anomalopus est une espèce de sauriens de la famille des Scincidae.

## Répartition
Cette espèce se rencontre:
- en Malaisie péninsulaire ;
- en Indonésie sur les îles de Nias et de Sumatra.

## Publication originale
- Boulenger 1890 : First report on additions to the lizard collection in the British Museum (Natural History). Proceedings of the Zoological Society of London, vol. 1890, p. 77—86 (texte intégral).